# Брекінридж-Сентер (Кентуккі)
Брекінридж-Сентер (англ. Breckinridge Center) — переписна місцевість (CDP) в США, в окрузі Юніон штату Кентуккі. Населення — 1282 особи (2020).

## Географія
Брекінридж-Сентер розташований за координатами 37°41′0″ пн. ш. 87°51′56″ зх. д. / 37.68333° пн. ш. 87.86556° зх. д. (37.683300, -87.865417).  За даними Бюро перепису населення США в 2010 році переписна місцевість мала площу 6,82 км², з яких 6,81 км² — суходіл та 0,01 км² — водойми.

## Демографія
Згідно з переписом 2010 року, у переписній місцевості мешкало 2080 осіб у 301 домогосподарстві у складі 213 родин. Густота населення становила 305 осіб/км².  Було 330 помешкань (48/км²).
Расовий склад населення:
| - 52,8 % — білих - 43,4 % — чорних або афроамериканців - 1,0 % — азіатів - 0,5 % — корінних американців - 0,3 % — вихідців з тихоокеанських островів |

До двох чи більше рас належало 1,2 %. Частка іспаномовних становила 4,0 % від усіх жителів.
За віковим діапазоном населення розподілялося таким чином: 16,2 % — особи молодші 18 років, 80,3 % — особи у віці 18—64 років, 3,5 % — особи у віці 65 років та старші. Медіана віку мешканця становила 21,1 року. На 100 осіб жіночої статі у переписній місцевості припадало 218,5 чоловіків;  на 100 жінок у віці від 18 років та старших — 239,8 чоловіків також старших 18 років.
Середній дохід на одне домашнє господарство  становив 26 562 долари США (медіана — 22 247), а середній дохід на одну сім'ю — 23 796 доларів (медіана — 21 378). Медіана доходів становила 21 399 доларів для чоловіків та 22 850 доларів для жінок. За межею бідності перебувало 74,2 % осіб, у тому числі 70,9 % дітей у віці до 18 років та 16,7 % осіб у віці 65 років та старших.
Цивільне працевлаштоване населення становило 789 осіб. Основні галузі зайнятості: освіта, охорона здоров'я та соціальна допомога — 22,7 %, мистецтво, розваги та відпочинок — 18,9 %, виробництво — 15,2 %, сільське господарство, лісництво, риболовля — 14,1 %.